# Lycoperdon polymorphum
Lycoperdon polymorphum är en svampart som beskrevs av Scop. 1772. Lycoperdon polymorphum ingår i släktet Lycoperdon och familjen Agaricaceae.   Inga underarter finns listade i Catalogue of Life.